# Nils Ehlers
Nils Ehlers (Berlim, 4 de fevereiro de 1994) é um jogador de vôlei de praia alemão.

## Carreira
No vôlei de quadra (indoor) iniciou a praticar em 2008 e profissionalmente foi atacante do TSV Spandau 1860 de 2010 até 2014, também do Berliner VV na temporada 2014-15, depois foi contratado pelo Netzhoppers KW-Bestensee para atuar como oposto na temporada 2015-16
Já competia o vôlei de praia desde 2014 e atuava com Steve Deinert; no ano seguinte formou dupla com David Westphal, nas temporadas de 2016 e 2017 atuava com Max Betzien. Formando dupla com Lorenz Schümann competiu no período de 2017-2018, com quem estreou no circuito mundial em 2017, também conquistou com ele o primeiro pódio no Circuito Mundial de 2018 ao terminar com vice-campeonato no Aberto de Jinjiang categoria duas estrelas.E a partir de 2018 anunciou a parceria com Lars Flüggen obtendo no Circuito Mundial de 2019 o vice-campeonato no Aberto de Tóquio, categoria quatro estrelas.

## Títulos e resultados
- Torneio 4* de Tóquio do Circuito Mundial de Vôlei de Praia:2019
- Torneio 2* de Jinjiang do Circuito Mundial de Vôlei de Praia:2018
- Elite 16 de Doha do Circuito Mundial de Vôlei de Praia de 2024

## Premiações individuais
[carece de fontes?]